# Итапемирин
Итапемирин (порт. Itapemirim)  —  муниципалитет в Бразилии, входит в штат Эспириту-Санту. Составная часть мезорегиона Юг штата Эспириту-Санту. Входит в экономико-статистический  микрорегион Итапемирин. Население составляет 32 749 человек на 2006 год. Занимает площадь 557,156 км². Плотность населения — 58,8 чел./км².
Праздник города — 11 сентября.

## История
Город основан в 1815 году.

## Статистика
- Валовой внутренний продукт на 2003 составляет 234.994.251,00 реалов (данные: Бразильский институт географии и статистики).
- Валовой внутренний продукт на душу населения на 2003 составляет 7.672,78 реалов (данные: Бразильский институт географии и статистики).
- Индекс развития человеческого потенциала на 2000 составляет 0,687 (данные: Программа развития ООН).